# Zoziv (Șpaniv), Rivne
Zoziv (în ucraineană Зозів) este un sat în comuna Șpaniv din raionul Rivne, regiunea Rivne, Ucraina.

## Demografie
Componența lingvistică a localității Zoziv
     Ucraineană (98,76%)
     Rusă (1,24%)
Conform recensământului din 2001, majoritatea populației localității Zoziv era vorbitoare de ucraineană (98,76%), existând în minoritate și vorbitori de rusă (1,24%).